# Грб Тивта
Грб Тивтa је званични грб црногорске општине Тивaт, усвојен 21. децембра 2004. године.

## Опис грба
Статут Општине Тивaт овако описује грб:
Грб Општине је у облику штита жуте боје. На њему је плавом бојом приказан залив у облику дока са фигуром градске куле у доњем средишњем дијелу. На средини штита се налази стилизована фигура брода у облику слова Т у горњем дијелу.